# Odiarte
«Odiarte» es una canción grabada por la cantante y compositora mexicana Paty Cantú junto en colaboración con el cantautor venezolano Lasso. La canción fue lanzada como el quinto y último sencillo del quinto álbum de estudio de Cantú La mexicana.

## Vídeo musical
La canción fue lanzado al canal VEVO en YouTube de la artista el mismo día de lanzamiento oficial en plataformas digitales y actualmente cuenta con más de 6 millones de reproducciones.

### Trama
Nos muestra a los dos cantantes en escenarios un poco oscuros y grises de ambiente. En una escena aparecen de espaldas cantando y luego en otra están discutiendo y peleando en el cuarto y otro en otro lugar.

## Lista de canciones

### Descarga digital
- 'Odiarte' (feat. Lasso) - 3:56[6]

## Posicionamiento en listas
| Lista                              | Mejor posición |
| ---------------------------------- | -------------- |
| Estados Unidos (Billboard Hot 100) | 18             |
| México (Mexico Espanol Airplay)    | 56             |
| México (Top 100 Digital)           | 33             |
| México (Top 100 Digital)           | 34             |
| México (Los 40)                    | 24             |

## Historial de lanzamiento
| Región | Fecha               | Formato                     | Discográfica     | Ref.               |
| ------ | ------------------- | --------------------------- | ---------------- | ------------------ |
| México | 28 de enero de 2021 | Descarga digital, Streaming | EMI Music Latino | [ 8 ] [ 9 ] [ 10 ] |